# Anne Frank

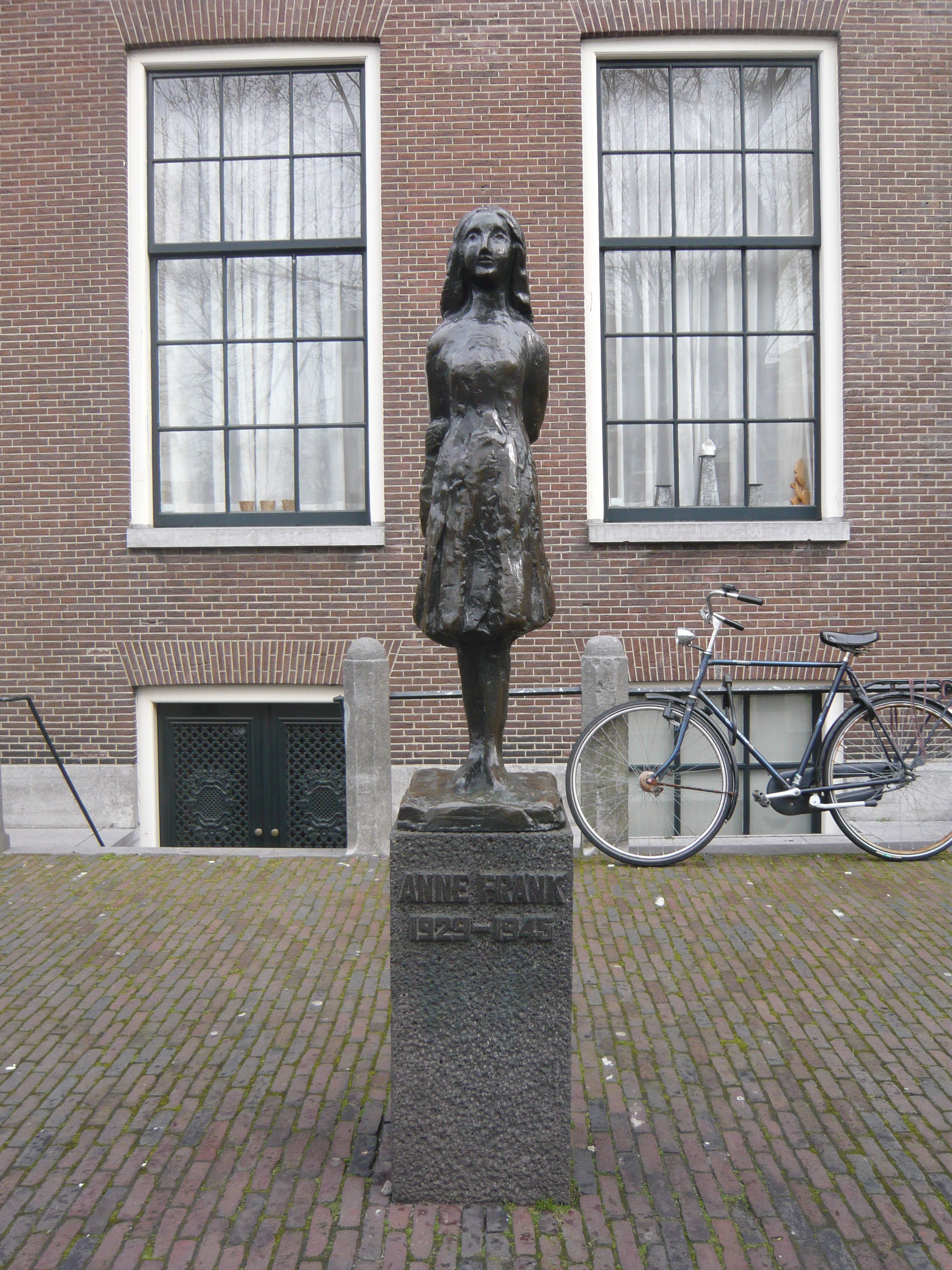
Az amszterdami Anne Frank-emlékmű

Anneliese Marie „Anne” Frank (Frankfurt, Németország, 1929. június 12. – Bergen-Belsen, 1945. március) zsidó származású német lány, akit „Anne Frank naplója” (Het achterhuis) címmel kiadott, a második világháború idején írt naplójegyzetei tettek világhírűvé. Naplóját, melyben családjáról és barátairól, érzéseiről, meglátásairól, azaz életéről írt holland nyelven, tizenharmadik születésnapjától kezdve vezette 1944. augusztus 1-jéig. Első keresztneve egyes források alapján Annelies.
A család Adolf Hitler hatalomra kerülése után menekült el Németországból Hollandiába. Hollandiát a németek 1940 májusában lerohanták és megszállták. 1942 nyarán Anne nővére, Margot behívót kapott „munkára Németországba”. A családfő, Otto Frank tudta, hogy a behívó deportálást jelent, így már másnap elrejtőztek. Frankék egy másik családdal 25 hónapig bujkáltak Amszterdam belvárosában, Otto cégének hátsó épületében mindaddig, amíg egy máig ismeretlen személy fel nem jelentette őket. A rejtőzőket először Westerborkba, majd Auschwitzba hurcolták, ahonnan Annét és nővérét, Margot-t Bergen-Belsenbe vitték tovább. 1945 március első heteiben, a tábor felszabadulása előtt néhány héttel mindketten tífuszban haltak meg. Anne édesanyja Auschwitzban lelte halálát. Édesapjuk, Otto Frank megmenekült, Amszterdamba hazatérvén tudta meg, hogy felesége meghalt a koncentrációs táborban, később a Vöröskereszten keresztül kapott értesítést lányai haláláról. Anne naplóját az egyik bújtatótól (Miep Gies) kapta meg. Miután elolvasta lánya személyes gondolatait, többek rábeszélésére 1947-ben adta ki, így lett Anne Frank naplója ismert és világhírű. Számos (65) nyelvre lefordították, színdarabot, filmet, operát írtak belőle. Az Otto Frank által kiadott első napló nem tekinthető teljesnek (kivett belőle egyes részleteket, pl. amiben Anne a szüleit szidta, illetve a még élő emberekről ír személyes információkat), de halála után (1980) a teljes kritikai kiadás látott napvilágot.

## Élete

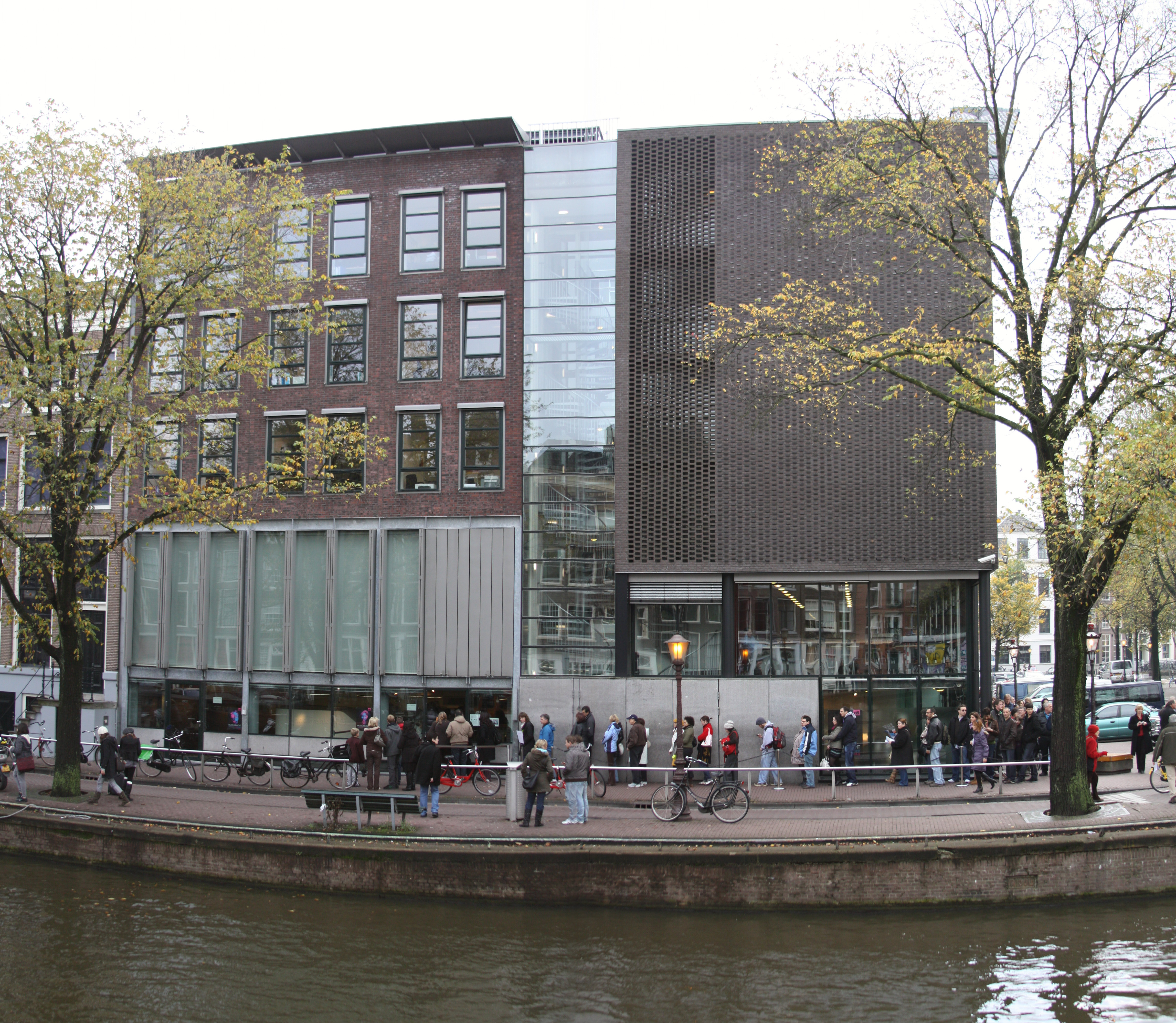
Anne Frank-ház: emlékmúzeum Amszterdamban (2009)

Anne Frank 1929-ben született Otto Heinrich Frank és Edith Holländer második lányaként. Testvére: Margot Frank. A család Frankfurtban élt, az akkori világ pénzügyi és ipari központjában, ahol békésen megfért egymás mellett a zsidó és nem zsidó népesség.
1933 márciusában a frankfurti választásokon Adolf Hitler náci pártja győzött, antiszemita megmozdulásokra került sor. Otto Frank elhatározta, hogy elhagyja Németországot. Még ebben az évben Edith Frank és a gyerekek Aachenbe mentek Edith anyjához, Rosa Holländerhez. Otto Frank Frankfurtban maradt, majd Amszterdamba költözött és családját is magához hívta. Otto Frank az Opekta Worksben kezdett dolgozni, a lakásuk a Merwedeplein téren  volt. 1934 februárjában érkezett meg Edith a gyerekekkel Amszterdamba. Hontalanok lettek, mert a német törvények szerint megfosztották őket állampolgárságuktól. A két lány a Montessori-iskolába járt. Margot matematikai érdeklődésű, Anne pedig inkább humán beállítottságú volt, olvasott, írogatott, író szeretett volna lenni.
1938-ban Otto Frank társult Hermann van Pels hentessel, aki Németországból, Osnabrückből menekült el a családjával. 1939-től Edith édesanyja együtt élt a Frank családdal egészen haláláig, 1942 januárjáig.
1940 májusában a németek megszállták Hollandiát, így ott is elkezdődött a zsidók üldözése. Margot-nak és Annének, akik kitűnően tanultak és sok barátjuk volt, el kellett hagyniuk az iskolát a törvények miatt, kizárólag zsidó iskolába járhattak, így kerültek a Jewish Lyceumba.
A zsidóknak, így nekik is sárga csillagot kellett viselniük.
Anne 1942. június 12-én tizenharmadik születésnapjára egy naplót kapott ajándékba. A napló elején lévő emblémát néhány nappal később kicserélte apja képére. A naplóba egy fiktív barátnőjének írta bejegyzéseit, akit Kittynek nevezett és a naplóbejegyzések "Drága Kitty", "Legdrágább Kitty", "Kedves Kitty" és hasonló megszólításokkal kezdődnek.
1942. júliusban Margot behívót kapott a munkatáborba. A család a bujkálás mellett döntött, az Opekta épületébe, Otto Frank üzletébe, az amszterdami csatorna mellé „költöztek”. Otto Frank úgy tervezte, hogy innen Svájcba fognak menni a németek elől. A lakás az épület hátsó frontján volt. (Anne a naplójában ezt „Hátsó traktus”-nak nevezte.)
A bujkálásban Otto Frank négy régebbi dolgozója (Miep Gies, Viktor Kugler, Johannes Kleiman és Elli Voskuijl) segítette őket, a külvilággal való kapcsolatuk kizárólag rajtuk keresztül valósult meg. Nagyrészt tőlük tudták meg, hogy mi történik a világban, a háborúban. Tőlük kaptak mindent, ami a létfenntartásukhoz szükséges volt, élelmet, ruhát. Anne a naplójában meleg szavakkal emlékezett meg róluk.
Júliusban újabb bujkálók csatlakoztak hozzájuk, a Van Pels család, novemberben pedig Fritz Pfeffer fogorvos. (A naplóban a Van Pels család Van Daan néven, Pfeffer pedig Dusselként szerepel.)
Anne olvasással és tanulással töltötte az idejét. Folyamatosan írta bejegyzéseit a naplóba, érzéseit, gondolatait a családról, a világról, a háborúról, a háború és a zsidóüldözés ellenére hitét nem adta fel.
Az utolsó bejegyzés időpontja 1944. augusztus 1.
1944. augusztus 4-én reggel, a rendőrök – feltehetően a zsidó származású Arnold van den Bergh amszterdami jegyző feljelentése alapján, aki hogy magát mentse, több rejtőzködő zsidó család, köztük a Frank család tartózkodási helyét is elárulta a németeknek – körbefogták a házat. Kérdezősködtek, majd elmentek, de később visszatértek és módszeresen átkutatták a házat, felfedezték a titkos épületszárnyat, a rejtőzködőket megtalálták és elhurcolták. Csak Miep Giest nem tartóztatták le. Westerborgba vitték őket, a Hollandia északi részén álló ideiglenes táborba.
Miep Gies később visszatért, és magához vette az ott maradt iratokat és személyes holmikat, köztük Anne naplóját is, bízva abban, hogy a háború után átadhatja a lánynak és családjának.
Anne és családja Westerborgból szeptember 2-án, az utolsó ilyen szerelvénnyel indult el Auschwitzba társaival együtt. Három nappal később érkeztek meg. A táborban azonnal elkülönítették a nőket és a férfiakat egymástól, édesapját ekkor látta utoljára. Az átszállított személyek közül a 15 éven aluli gyerekeket azonnal a gázkamrába küldték a nácik. Anne Frank pont 15 éves volt, tehát ez őt nem érintette. Magába zárkózott. Édesapjával kapcsolatban meg volt győződve arról, hogy a németek megölték.
Október 28-án a nők közül 8000-et, köztük Annét, Margot-t és Auguste van Pelset a Hannovertől északra elhelyezkedő bergen-belseni táborba szállítottak át, Edith Frank Auschwitzban maradt.
1945 márciusában tífuszjárvány tört ki a táborban, kb. 17 000 fogvatartott meghalt. Röviddel később Margot, majd Anne is, pár héttel azelőtt, mielőtt a tábort 1945. április 15-én az angol csapatok felszabadították. Halálának pontos dátuma nem ismert, kutatások szerint március közepe felé lehetett.
Anne Frank híres írónő szeretett volna lenni. Naplóját is azért vezette, hogy későbbi könyvéhez megörökítse az eseményeket. A napló azonban nem egy későbbi regény alapja lett, hanem a nácizmus szörnyűségének a mementója.

## Anne Frank emlékezete
A háború után derült ki, hogy a nácik megszállásuk alatt 110 000 zsidót deportáltak Hollandia területéről, ezt 5000-en élték túl. Otto Frank is megmenekült és visszatért Amszterdamba. Ott tudta meg, hogy felesége meghalt, valamint azt, hogy két lányát a bergen-belseni táborba szállították, reménykedett benne, hogy túlélték és visszatérnek. 1945 júliusában a Vöröskereszt értesítette őt Anne és Margot haláláról.

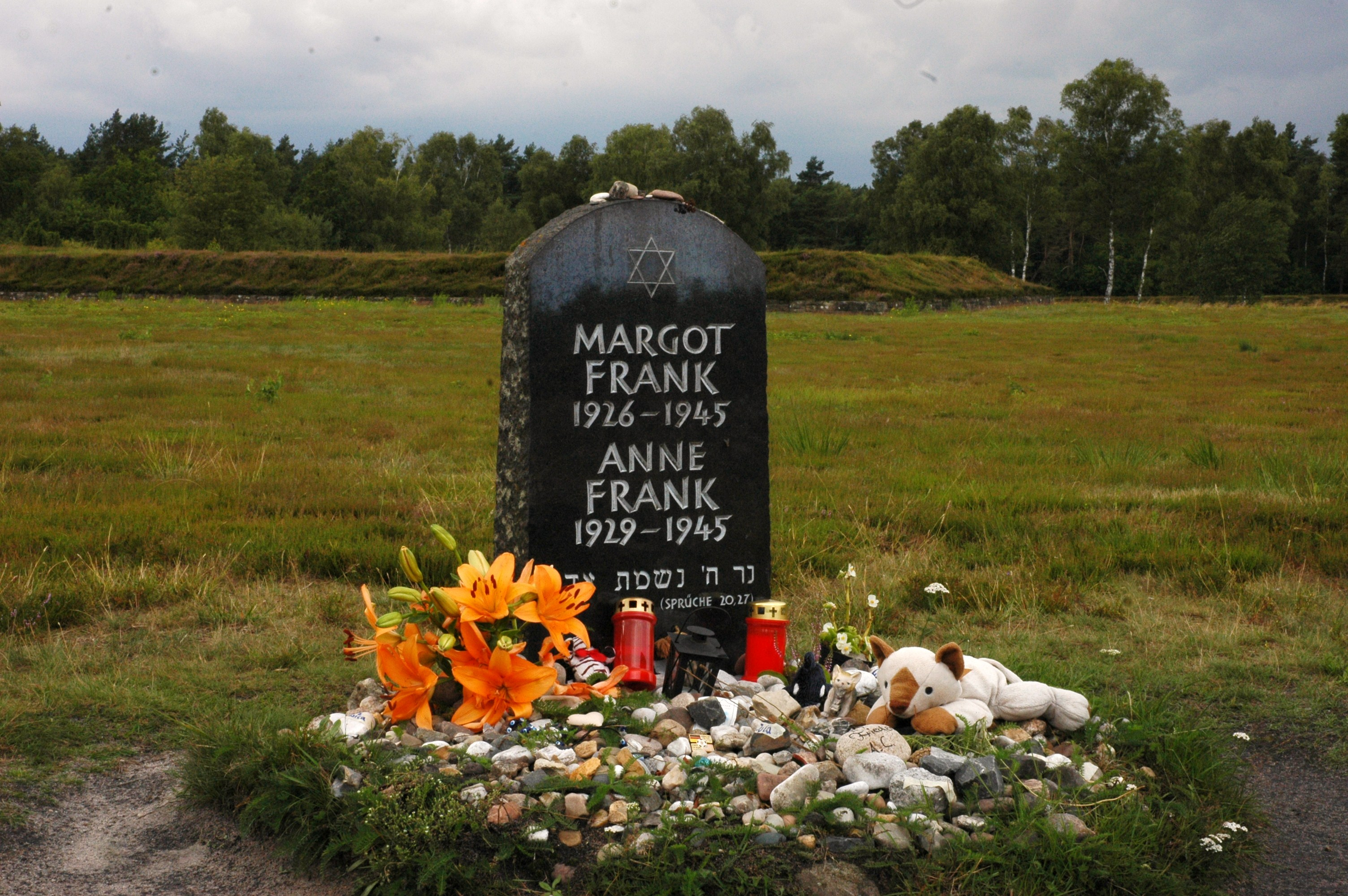
Anne és testvére, Margot Frank síremléke a Bergen-belseni koncentrációs táborban

Anne naplóját személyes dolgaikkal együtt Miep Giestől kapta meg. Rendszerezte az anyagot, majd elolvasta, később kommentárokkal egészítette ki, majd kiadta.
1963-ban Otto Frank és második felesége, Fritzi megalapította az Anne Frank Alapítványt Bázelben. Otto Frank a napló kiadásából származó jogokat halála után az alapítványra hagyta.
Otto Frank 1980-ban bekövetkezett halála után az eredeti napló, levelek, és más dokumentumok a Hollandiai Háborús Dokumentumok Intézetébe került, ahol 1986-tól nyilvánosnak minősítették, szabadon kutathatóvá tették. 

## A napló kritikája
Miután a napló széles körben ismertté vált az 1950-es években, számos írás vonta kétségbe a napló hitelességét; ezek közül az elsők Svédországban és Norvégiában jelentek meg.

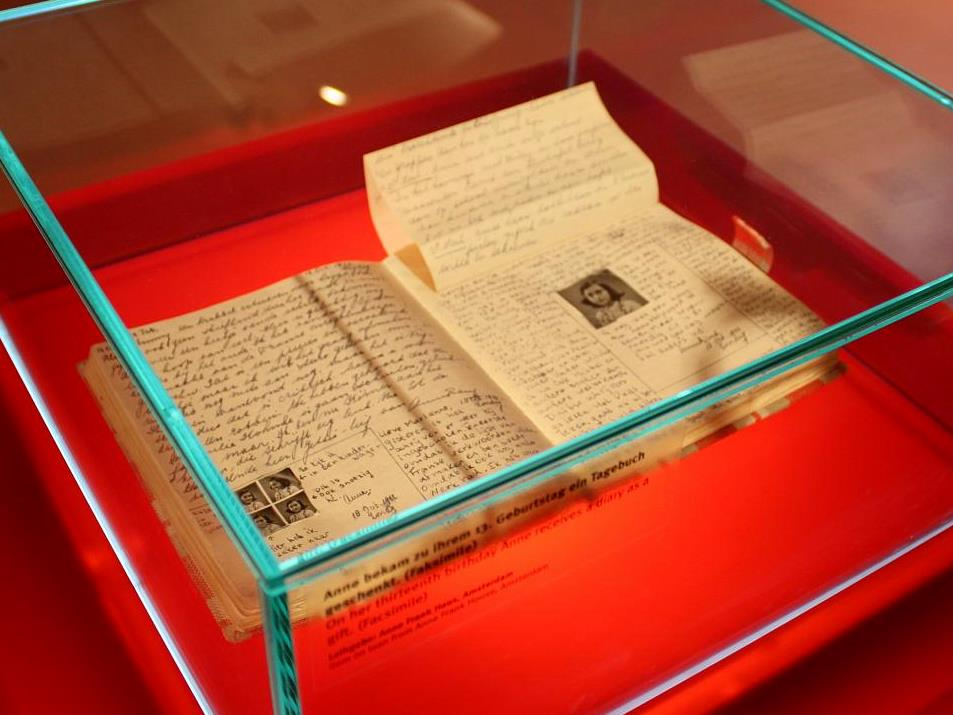
A napló az Anne Frank emlékmúzeum tárlójában Amszterdamban

1958-ban Anne Frank naplója előadásán Bécsben jobboldali tüntetők egy csoportja azt követelte Simon Wiesenthaltól, hogy a lány létezésének bizonyítása érdekében kutassa fel azt az embert, aki annak idején letartóztatta őt. Wiesenthal bele is fogott ebbe a munkába és 1963-ban megtalálta Karl Silberbauert, aki elismerte a letartóztatásban játszott szerepét, és fényképről azonosította Anne Frankot az egyik letartóztatottként. Vallomása, amelyben feltárta az események lefolyását, egybevágott a korábbi más tanúk, köztük Otto Frank vallomásával.
A napló létezésének tagadói azonban továbbra is hangoztatták azt a nézetüket, hogy az írás nem lehetett egy tizenéves alkotása, és Otto Frankot csalással vádolták. 1959-ben Otto Frank pert indított Lübeckben Lothar Stielau valamint Heinrich Buddegerg ellen, akik írásaikban hasonló állításokat fogalmaztak meg. A bíróság szakértői vizsgálatnak vetette alá a naplót 1960-ban, aminek az eredménye igazolta, hogy a kézírás Anne Franké, és ennek alapján a naplót eredetinek nyilvánította. 1976-ban Otto Frank hasonló pereket indított Heinz Roth ellen Frankfurtban, valamint Ernst Römer ellen és mindkét pert megnyerte.
Otto Frank 1980-as halála után a napló, a levelekkel és külön lapjaival együtt a Holland Háborús Dokumentációs Intézet tulajdonába került, amely elvégeztette a napló írásszakértői vizsgálatát, amelynek eredményeképp úgy találták, hogy a kézírás egyezik azokéval az írásmintákéval, melyeket bizonyíthatóan Anne írt, a papír és tinta is könnyen kapható volt a napló keletkezése idején. Megállapították, hogy a napló hiteles, és eredményeiket közzétették abban a kötetben, amelyet később a napló „kritikai kiadásának” neveztek el. 1990. március 23-án a hamburgi körzeti bíróság megerősítette a napló hitelességét.
Sok vitát okoztak a naplóban talált, golyóstollal írott bejegyzések, mert a golyóstoll a második világháború idején még nem volt használatban. Ezeket csak két utólag beillesztett lapon találták meg. A napló 2003-ban kiadott változata, melyet alapos kommentárokkal láttak el, tartalmaz képeket ezekről az oldalakról. A szerkesztő, H. J. J. Hardy megjegyzi, hogy golyóstollal írt szöveget csak két lapon találtak, melyek nem képezték a napló részét, utólag kerültek bele, és rajtuk a kézírás sem Anne Franké volt. Ugyanezen az oldalon egy lábjegyzetben az áll, hogy Hans Ockleman hamburgi pszichológus és írásszakértő kijelentette, a golyóstollal írt részeket az ő édesanyja, Dorothea Ockleman írta, aki korábban kutatást végzett a naplóval kapcsolatban. A Der Spiegel című folyóirat is beszámol cikkében az eredményről.

## Emlékezete
- Anne Frank-ház: emlékmúzeum Amszterdamban a Prinsengracht partján. Megnyílt 1960. május 3-án.[33]
- Anne Frank Alapítvány
- Iskolák vették fel nevét, Magyarországon is.
- Színdarabokat írtak a történetből
- 5535 Annefrank kisbolygó

## Magyarul
- Anne Frank naplója – A hátsó traktus, fordította: F. Solti Erzsébet, versfordítás: Frank László, Európa, Budapest, 1958
- Anne Frank és Dawid Rubinowicz naplója, fordította: Solti Erzsébet és Sebők Éva, versfordítás: Frank László, utószó: Hegedüs Géza, Európa, Budapest, 1962
- Anne Frank naplója, fordította: Solti Erzsébet és Sebők Éva, versfordítás: Frank László / Ernst Schnabel: Anne Frank nyomában, fordította: Tábor Béla, Kozmosz Könyvek, Budapest, 1980
- Anne Frank naplója – 1942. június 12 – 1944. augusztus 1.; fordította: Bernáth István, Park, Budapest, 1999
- Mesék és történetek a hátsó traktusból (eredeti holland címe: Verhaaltjes, en gebeurtenissen uit het Achterhuis), fordította: Gera Judit, naplórészlet fordítása: Bernáth István, Park, Budapest, 2014
- Cara Wilson: Szeretettel, Otto (Anna Frank öröksége, Cara Wilson és Otto Frank levelezése), előszó: Buddy Elias, fordította: Bistey Mihály, Arkánum Szellemi Iskola Alapítvány, Ispánk, 2014 (Arkánum Szellemi Iskola könyvtára sorozat)
- Ari Folman–David Polonskyː Anne Frank naplója, fordította: Bernáth István és Laza Réka, Park, Budapest, 2018 (képregény)

## Fordítás
- Ez a szócikk részben vagy egészben a Anne Frank című angol Wikipédia-szócikk ezen változatának fordításán alapul.  Az eredeti cikk szerkesztőit annak laptörténete sorolja fel. Ez a jelzés csupán a megfogalmazás eredetét és a szerzői jogokat jelzi, nem szolgál a cikkben szereplő információk forrásmegjelöléseként.